# Naturschutzgebiet Niederwälder bei Visbeck

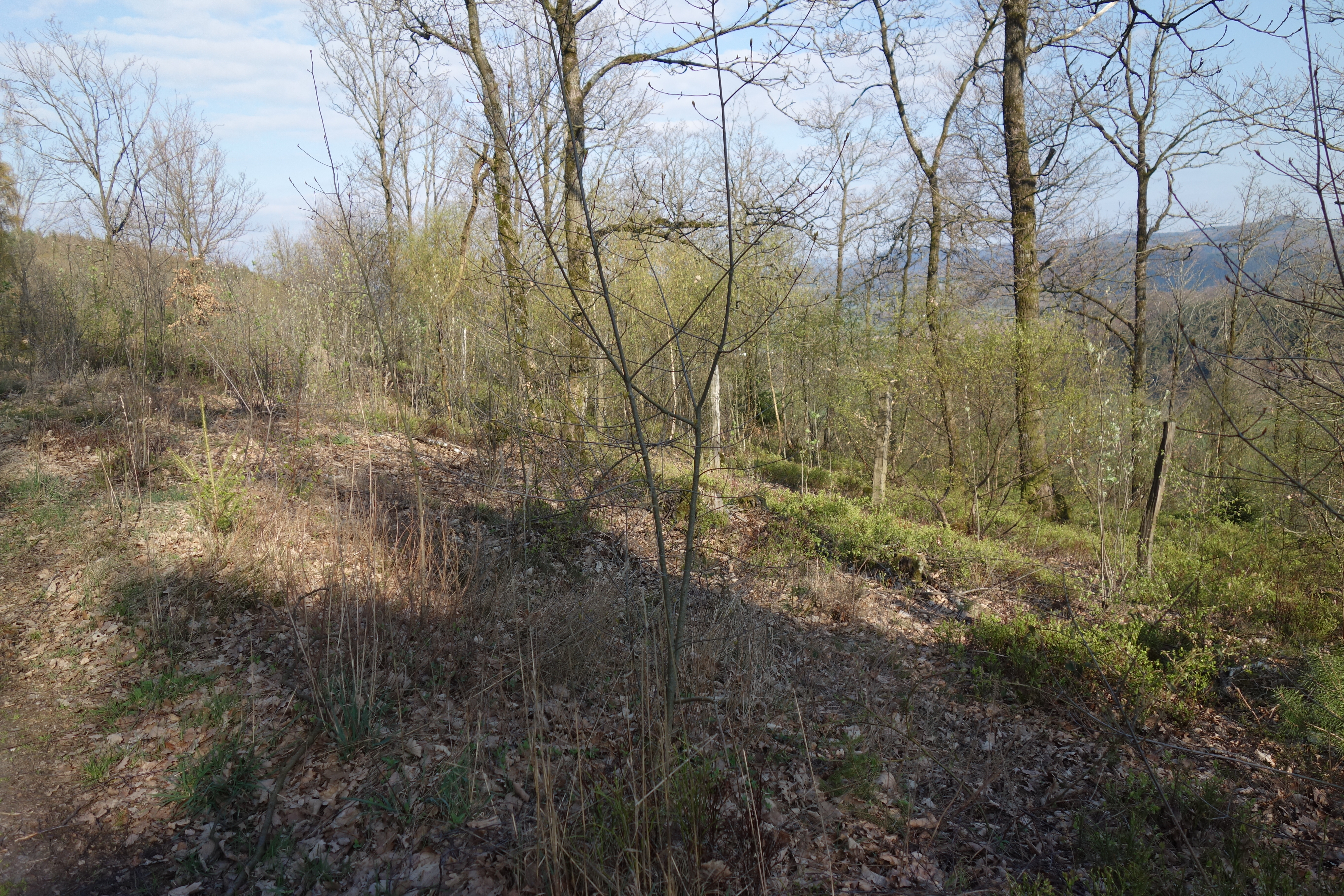
Naturschutzgebiet Niederwälder bei Visbeck

Das Naturschutzgebiet Niederwälder bei Visbeck mit einer Flächengröße von 69,45 ha liegt nördlich von Visbeck im Stadtgebiet von Meschede. Das Gebiet wurde 1994 durch den Kreistag des Hochsauerlandkreises mit dem Landschaftsplan Meschede als Naturschutzgebiet (NSG) mit einer Flächengröße von 36,3 ha ausgewiesen. Bei der Neuaufstellung des Landschaftsplanes Meschede wurde das NSG dann erneut ausgewiesen und deutlich vergrößert. Das NSG geht teilweise bis zur Stadtgrenze nach Sundern. In Sundern grenzt direkt das Naturschutzgebiet Niederwald Odin an.

## Gebietsbeschreibung
Im NSG befindet sich ein zwergstrauch-, flechten- und moosreiche Birken-Eichen-Niederwald auf dem Bergscheitel und den südexponierten Hängen des langgestreckten Bergrückens Hardt. Im Wald finden sich Trauben- und Stiel-Eichen, Sand-Birken und einige wenige Rotbuchen. Vereinzelt treten Echter Faulbaum und Eberesche auf. Besonderheiten sind einzelne Wacholder- und Stechpalmen bzw. Ilex. Auch kleinere Fichtenbereiche gehören zum NSG. Auf diesen Fichtenflächen innerhalb des NSG dürfen weiterhin Nadelhölzer mit einem Anteil von maximal 20 % einzelstammweise, trupp-, gruppen- oder horstweise anbebaut werden.
Die krüppelwüchsigen, mehrtriebigen Niederwälder der Hardt besitzen eine flächendeckende Krautschicht aus Zwergsträuchern und Gräsern, örtlich mit Adlerfarn. Vereinzelt werden die vorherrschenden Birken-Eichenwälder von älteren Rotbuchen durchsetzt. Neben dem Vorkommen von Erdflechten auf offenen Bodenstellen, zum Beispiel an den Wegböschungen, sind Zweige und Äste von epiphytischen Flechten behangen. An den alten Wurzelstöcken gedeihen teilweise dichte Moospolster. Auf dem Kamm des Bergrückens vereinzelt Wacholder vor. Eine Krautschicht mit verschiedenen Arten der Bergheiden. Neben großen Beständen der Heidelbeere kommen auch Preiselbeeren und Heidekraut vor. Sie weisen auf den sauren Boden des Gebietes hin. An Grasarten finden sich Hainsimsen und das Gewöhnliche Pfeifengras. Im späten Frühjahr sieht man das Maiglöckchen und während im Sommer der Wiesen-Wachtelweizen. Das NSG gehört zu den best-erhaltenen Niederwäldern des Hochsauerlandkreises.

## Pflanzen-, Flechten- und Moosarten im NSG
Auswahl vom Landesamt für Natur, Umwelt und Verbraucherschutz Nordrhein-Westfalen dokumentierte Pflanzenarten im Gebiet: Adlerfarn, Besenheide, Blasenflechte, Cladonia coccifera, Cladonia pyxidata, Cladonia uncialis, Echtes Johanniskraut, Felsen-Schüsselflechte, Gefurchte Schüsselflechte, Gemeines Kurzbüchsenmoos, Gemeines Weißmoos, Gewöhnliche Krätzeflechte, Gewöhnliches Ferkelkraut, Graue Rentierflechte, Großer Dornfarn, Harzer Labkraut, Hasenpfoten-Segge, Heidelbeere, Hypocenomyce scalaris, Islandflechte, Senecio jacobaea, Kleine Braunelle, Blaues Pfeifengras, Eichenmoos, Pinsel-Haarblattmoos, Roter Fingerhut, Rotes Straußgras, Schönes Frauenhaarmoos, Spitzlappiger Frauenmantel, Wacholder, Wiesen-Wachtelweizen, Wolliges Honiggras, Zweiblättrige Schattenblume und Zypressenschlafmoos.

## Schutzzweck
Zum Schutzzweck des NSG führt der Landschaftsplan neben den normalen Schutzzwecken für alle NSG im Landschaftsplangebiet auf: „Schutz, Erhaltung und Optimierung von strukturreichen Niederwaldbeständen und ihrer Lebensgemeinschaften u. a. in ihrer Funktion als Refugial- und Trittsteinbiotop; Schutz eines wertvollen Wald(bewirtschaftungs)typs aus faunistischer, vegetationskundlicher und kulturhistorischer Sicht; Erhaltung und Optimierung eines artenreichen Niederwaldgebietes durch eine dem Waldtyp angepasste Bewirtschaftung. Das NSG dient auch der nachhaltigen Sicherung von Vorkommen seltener Tier- und Pflanzenarten und verdeutlicht eine geologische Sondersituation im Plangebiet (landeskundlicher Aspekt).“